# Solenodontidae
I Solenodontidi (Solenodontidae Gill, 1872) sono una famiglia di mammiferi soricomorfi notturni, scavatori e insettivori, che comprende un solo genere, Solenodon.
La famiglia Solenodontidae è interessante per i ricercatori filogenetisti a causa del mantenimento di caratteristiche mammaliane primitive; le sue specie ricordano molto da vicino quelle che vissero ai tempi della fine dell'era dei dinosauri.
Le due specie viventi di solenodonte sono il solenodonte cubano (Solenodon cubanus) e il solenodonte haitiano o di Hispaniola (Solenodon paradoxus). Il gruppo una volta era molto più diffuso attraverso il Nordamerica, comprendendo altri generi, come Apternodus, dell'Oligocene.

## Descrizione
Spesso paragonati ai toporagni, i solenodonti ricordano molto i membri più grossi di questa famiglia, con musi cartilaginei estremamente allungati, code squamose lunghe e glabre, occhi piccoli ed una ruvida pelliccia che va dal bruno scuro al nero. Il muso è flessibile e sulla base di quello del solenodonte di Hispaniola si è evoluta perfino una giuntura ad incastro per incrementare la sua mobilità. Questo permette all'animale di perlustrare nelle strette fessure dove possono essere nascoste potenziali prede. Sono lunghi, coda esclusa, 28-32 centimetri e pesano 700-1000 g.
I solenodonti presentano alcuni tratti interessanti, dei quali uno è dovuto alla posizione delle mammelle (2) nella femmina, situate quasi sulle natiche dell'animale, e un altro alla saliva velenosa che scorre da ghiandole salivari modificate fino alla mandibola, attraverso degli incavi sui secondi incisivi inferiori ("solenodonte" deriva dal greco "denti incavati"). I solenodonti fanno parte di quel piccolo gruppetto di mammiferi velenosi.
I solenodonti hanno una dentatura non specializzata e quasi completa, con la formula dentaria riportata a fianco.

## Biologia
I solenodonti sono noti per agitarsi molto facilmente e per strillare o mordere persino dopo nessuna provocazione.

### Alimentazione
La dieta dei solenodonti consiste soprattutto di insetti, lombrichi ed altri invertebrati, ma possono mangiare anche carogne di vertebrati e, forse, perfino vertebrati ancora vivi, come piccoli rettili o anfibi. 

### Riproduzione
I solenodonti partoriscono, in una cavità adibita a nido, uno o due piccoli. I piccoli rimangono con la madre per alcuni mesi e agli inizi la seguono appesi alle sue mammelle allungate. Una volta divenuti adulti, i solenodonti sono animali solitari, che interagiscono raramente tra loro, eccetto che per riprodursi.

## Conservazione
Entrambe le specie sono divenute specie minacciate in seguito alla predazione della piccola mangusta asiatica (e precisamente della sottospecie Herpestes javanicus auropunctatus), che fu introdotta in tempi coloniali per cacciare serpenti e ratti, oltre che da quella di gatti e cani inselvatichiti. Il solenodonte di Hispaniola è praticamente estinto, dato che gli avvistamenti di esemplari e delle loro tracce avvengono piuttosto infrequentemente. Il solenodonte cubano si riteneva estinto finché non venne scoperto un esemplare vivo nel 2003. Il solenodonte di Marcano (Solenodon marcanoi) si estinse nell'Olocene.